# Сон на работе
Special:Contributions/

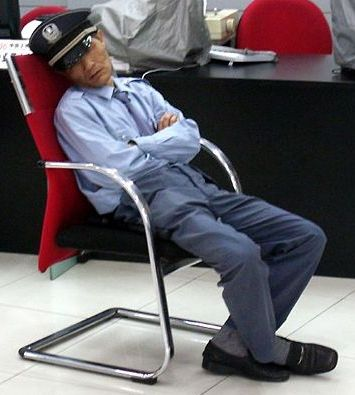
Охранник, спящий на работе

Сон во время исполнения служебных обязанностей (сон на работе) в некоторых профессиях является злостно неправомерным поведением и может привести к дисциплинарным взысканиям, вплоть до увольнения. В других профессиях, таких, как пожарные или спасатели, сон в течение некоторой части смены может входить в оплачиваемое рабочее время. Сон на работе может быть как намеренным, так и случайным.
Сон на работе является важной проблемой, поэтому о ней часто упоминается в правилах предприятия. Чтобы предотвратить снижение продуктивности, ухудшение внешнего вида работников и исключить возможность опасной ситуации, за работниками ведётся наблюдение.

## Периодичность
Периодичность сна на рабочем месте меняется в зависимости от времени дня. В течение дня работники более склонны к непродолжительному сну, тогда как в ночную смену работник часто спит подолгу, иногда умышленно.
В опросе, проведённом National Sleep Foundation, 30 % респондентов признались, что когда-либо спали на работе. Более 90 % американцев когда-либо испытывали проблемы с работой из-за недосыпания. Каждый четвёртый по какой-либо причине самовольно сокращал рабочий день, в том числе и из-за недосыпания.

## Точки зрения
У работодателей есть несколько точек зрения на сон на работе. Некоторые предприятия организовывают своим работникам возможность короткого сна в течение рабочего дня для повышения производительности, тогда как другие пресекают любую возможность, используя высокие технологии, такие, как видеонаблюдение. Пойманных таким образом работников отстраняют от должности или увольняют.
Некоторые работники используют для сна время, отведённое на перерыв. Это может быть запрещено или разрешено, в зависимости от политики предприятия. Некоторые работодатели могут запретить такое использование перерыва по различным причинам, например, из-за неподобающего внешнего вида спящего работника, из-за необходимости в работнике в экстренной ситуации или потому, что это запрещено правилами.
Работники, которые, заснув на рабочем месте, могут подвергнуть опасности других, подвержены более суровому наказанию. Например, лётчики рискуют своей лицензией.
В военное время часовой, заснувший на посту, может быть подвергнут высшей мере наказания. Во время корейской войны солдат был приговорён к 10 годам тяжёлого труда за то, что заснул на посту, но позже был освобождён судом присяжных.

## Значительные инциденты

### Пилоты авиалиний
- Февраль 2008 — расследование показало, что пилоты самолётов авиакомпании go! заснули во время полёта из Гонолулу в Хило, в результате чего пролетели лишние 24 километра[10].
- Февраль 2009 — недосып второго пилота авиакомпании Colgan Air привёл к авиакатастрофе[11].

### Авиадиспетчеры
- Октябрь 2007 — четыре итальянских авиадиспетчера были отстранены от должности, после того как их обнаружили спящими на работе.[12]
- Март 2011 — работая в ночную смену, авиадиспетчер Национального Аэропорта имени Рональда Рейгана в Вашингтоне (англ. Ronald Regan Washington National Airport) заснул на рабочем месте. Пока он спал, двум самолётам пришлось садиться самостоятельно.[13] Сам диспетчер объяснял это происшествие тем, что он работал четвертую ночную смену подряд.[14] В следующие несколько недель произошло несколько похожих случаев, то есть другие одиночные диспетчеры засыпали в своих башнях. После этого руководитель службы полётов был отправлен в отставку и было принято решение выставлять на дежурство двух диспетчеров одновременно.[15]

### Полицейские и охранники
- Декабрь 1947 — полицейский из Вашингтона был оштрафован на $75 за сон в рабочее время.[16]
- Октябрь 2007 — около дюжины охранников на атомной станции попали на камеру спящими во время дежурства.[17]
- Декабрь 2009 — В New York Post опубликована фотография, на которой тюремный охранник спит рядом с заключённым. Фотография была сделана другим охранником на камеру мобильного телефона. Оба охранника были наказаны за свои действия: спящий — за сон во время работы, а сделавший фотографию — за нарушение тюремных правил, которые запрещали пользоваться мобильными телефонами на работе. Заключённый так и остался неизвестен.[18]

### Водители автобусов
- Март 2011 — туристический автобус разбился, возвращаясь из казино в Коннектикуте в Нью-Йорк. 15 человек погибли, было множество раненых.[19] Один из выживших рассказывал, что водитель спал, пока автобус ехал на большой скорости.[20]

### Другое
- Март 1987 — атомная электростанция Peach Bottom (Пенсильвания, США) была закрыта Комиссией по ядерному регулированию, когда четыре оператора были обнаружены спящими в рабочее время[21].